# Sondre Norheim
Sondre Norheim, né Sondre Auverson le 10 juin 1825 à Morgedal dans le comté de Telemark en Norvège et mort le 9 mars 1897 au Dakota du Nord, aux États-Unis, est l'un des grands pionniers du ski moderne.
Maître du ski alpin, il a participé au développement d'équipements nouveaux, notamment de fixations rigides autour de la cheville, ce qui permet de tourner et sauter sans que le ski ne tombe. Il est aussi l'inventeur du ski télémark.
Sondre Norheim est considéré comme un skieur exceptionnel et maîtrisait bien le ski de fond et le saut à ski en plus du ski alpin.
Il a émigré avec sa famille vers le Dakota du Nord aux États-Unis en 1884, où il a passé le reste de la vie.

## Biographie

### Enfance

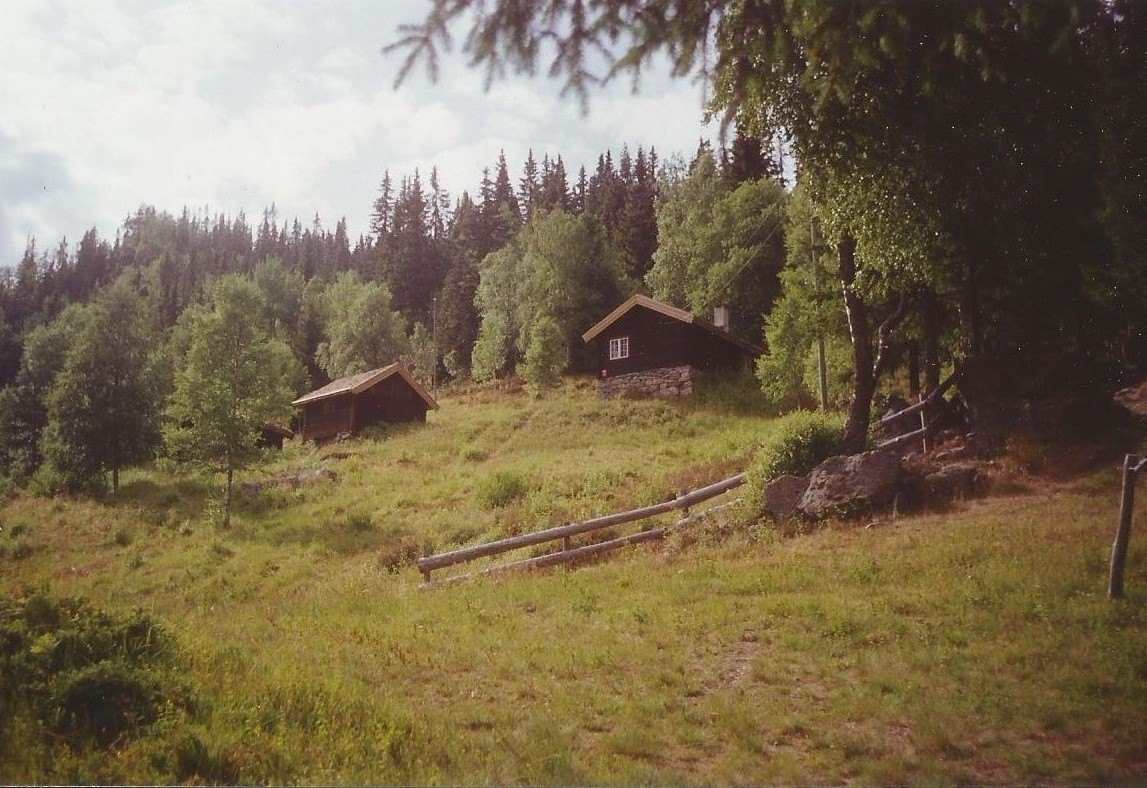
Lieu de naissance de Sondre Norheim, Øvrebø à Morgedal.

Sondre Norheim est né à Øverbø, un hameau de Morgedal, le 10 juin 1825. Il est le deuxième enfant (après Eivind) d'Auver Eivindsson et d'Ingerid Sondresdotter,,. La famille, dans un premier temps vit avec les parents d'Auver dans la petite ferme familiale,. Le couple déménage avec ses deux enfants dans une nouvelle maison à Kvæven, à proximité d'Øverbø. Cependant, la mère de Sondre Norheim, Ingerid, meurt peu de temps après alors qu'il n'est âgé que de deux ans. La famille retourne à Øverbø jusqu'au remariage d'Auver avec Anne. Auver fabrique et vend des chapeaux en complément de son activité agricole. Un hiver, Auver fait des skis en bois pour Sondre Norheim qui les utilise pour explorer les environs. Il devient rapidement un bon skieur dans sa ville et inspire les enfants des environs. Sondre Norheim se marie avec Rannei Amundsdotter en 1854 et le couple a huit enfants. 

### Carrière sportive en Norvège
Sondre Norheim continue le ski et met à profit ses qualités d'artisan pour améliorer son matériel. Il domine les courses des environs de Morgedal. En 1868, Sondre Norheim est invité à une compétition à Oslo. Il décide de s'y rendre avec deux amis notamment car il y a des récompenses pécuniaires à remporter et ils parcourent les deux cent kilomètres en ski en trois jours. Âgé de 42 ans, Sondre Norheim l'emporte largement face à des concurrents beaucoup plus jeunes.

### Émigration aux États-Unis
Il émigre aux États-Unis en 1884 avec sa famille.
Il enterré à Denbigh, dans le Dakota du Nord.

## Vie privée
Sondre Norheim demande en mariage une jeune femme de la ferme Kleiv. La famille de cette dernière refuse car Sondre Norheim n'est pas suffisamment riche. Quelques années plus tard, Sondre Norheim rencontre Rannei Amundsdotter. Le 15 janvier 1854, le couple se marie puis ils emménagent à Kasin, dans une maison construite par Sondre Norheim. Deux plus tard, leur premier enfant Ingerid née. Le couple a huit enfants dont deux qui sont décédés jeunes. La famille déménage à plusieurs reprises et elle s'installe dans un lieu que Sondre Norheim baptise « Norheim » et dont il tire son nom.